# П-5
П-5 (Индекс на УРАВ на ВМФ – 4К34, Класификацията на НАТО: SS-N-3c Shaddock; на български: Помело) е съветска крилата противокорабна ракета за подводници. Комплексът е приет на въоръжение през 1959 г. Разработката му се води от ОКБ-52. Разработката и създаването на комплекса са наградени с Ленинска премия, предприятието е наградено с ордена Ленин.
Първата в света ракета с автоматично разгъващи се в полета крила, стартираща от херметичен контейнер, имащ минимални габарити. Тези решения за приети за класически в съветско/руското и световното ракетостроене и се използват практически във всички последващи разработки в тази област. Стартът на ракетата се провежда от надводно положение на подводната лодка.
Комплексът е предназначен за поразяване на административни, промишлени, военни обекти и военноморски бази, разположени както на брега, така и в дълбочина на територията на противника.

## История
На 17 август 1955 г. е издадена заповед към щаба на съветската атомна промишленост, към министерството на средното машиностроене на СССР. Документът, подписан от заместник министъра на Минсредмаша Борис Ванников, задължава Опитното конструкторско бюро № 52 към министерството на авиационната промишленост да създаде по поръчка на Министерството на отбраната, в количество 40 броя, „експерименталните самолети-снаряди“ от системата П-5 за като оръжие на подводница. Със същата заповед ръководството на Минсредмаш и неговите организации определят към ОКБ-52 техническите изисквания за бойната част (т.е. ядрената бойна глава) на този самолет-снаряд и нейното използване, а също така да съгласува с конструкторите на системата П-5 техните насрещни предложения за бойната част.

## Модификации

### П-5Д
Ракетата П-5Д (индекс на УРАВ на ВМФ – 4Д95) е модификация на ракетата П-5 за сметка на включването в състава на системите за управление на крилатата ракета на доплеров измервател на скорост и отклонение, а също и с въвеждането на по-точни курсови жироскопи, с което се осигурява повишена точност. На базата на П-5Д са разработени комплексите с морско и наземно базиране (С-5).

## Тактико-технически характеристики
- Маса: 4300 кг
- Далечина на стрелбата: 500 км
- Скорост на полета: 1250 км/ч
- Бойна част:
  - Фугасна
  - Ядрена – тип РДС-4, 200 кт (по-късно 650 кт)
  - Маса на БЧ – 800 – 1000 кг
- Маршев двигател: ТРД КРД-26
  - Тяга – 2,25 т
- Ускорители: 2×РДТТ
  - Обща тяга – 36,6 т
  - Време на работата – 2 с